# Non ci resta che piangere
 (juillet 2017).
Si vous disposez d'ouvrages ou d'articles de référence ou si vous connaissez des sites web de qualité traitant du thème abordé ici, merci de compléter l'article en donnant les références utiles à sa vérifiabilité et en les liant à la section « Notes et références ».
Pour plus de détails, voir Fiche technique et Distribution.
Non ci resta che piangere (Il ne nous reste plus qu’à pleurer) est un film italien écrit, réalisé et interprété par Roberto Benigni et Massimo Troisi en 1984.

## Synopsis
Toscane, 1984. Mario e Saverio se retrouvent bloqués à un passage à niveau, les deux amis se confient sur leur vie. Saverio entre autres est préoccupé par sa sœur Gabriella, tombé en dépression à cause de sa relation avec un américain. L’attente se faisant toujours plus longue, les deux hommes décident de prendre un chemin de traverse, et se retrouvent en panne au milieu de la campagne. Ils se réfugient dans une auberge pour y passer la nuit et se réveillent le lendemain matin dans un village toscan du nom de Frittole, entre 1400 et 1500.
Croyant au début que ce n’est qu’une vaste blague, les deux hommes se retrouvent à devoir se confronter à la réalité de l’époque. Ils trouvent refuge chez Vitellozzo, le frère du client de l’auberge où ils se trouvaient et qui a trouvé la mort la veille. Ils commencent à travailler dans l’auberge de la mère de Vitellozzo, Parisina, et tandis que Saverio s’adapte tout de suite à son nouveau style de vie, Mario ne veut pas s’adapter. Rapidement, Mario fait la connaissance de Pia, fille d’une riche famille avec laquelle il entame une relation. Pendant ce temps, Vitellozzo est arrêté et Saverio tente d’écrire une lettre à Girolamo Savonarola pour obtenir sa libération.
Saverio ne cache pas sa jalousie pour les rencontres entre Mario e Pia et il convainc son ami de se mettre en route pour l’Espagne afin de rejoindre Christophe Colomb.
Durant leur périple pour l’Espagne ils se retrouvent confrontés à une belle amazone, Astriaha, qui leur fait peur en leur tirant une flèche sur leur chariot.
L’histoire vient ensuite divisée en deux parties, selon la version télévisée ou celle cinématographique.

### Version ciné
En France, Mario e Saverio tombent nez-à-nez avec Léonard de Vinci et poussés par leur enthousiasme tentent de lui proposer des inventions basées sur leur savoir et connaissances, notamment le train. Fatigués, les deux hommes doivent se résigner à lui expliquer le jeu de la Scopa.
Dans une taverne les deux hommes se retrouvent confrontés à Astriaha, qui leur explique que sa tâche était de les empêcher de rejoindre à temps les navires de Christophe Colomb. Les deux hommes courent sur la plage où ils constatent que les caravelles sont effectivement déjà parties. Saverio avoue alors à Mario que le but de son voyage était d’empêcher sa sœur de rencontrer son petit ami américain.
Les deux hommes décident de rentrer en Italie et voient une locomotive sur leur chemin. Convaincus d’être revenus à leur époque ils se ruent vers le train où apparaît alors Léonard de Vinci en machiniste.

### Version télé
Astriaha dit que c'est à cause d’eux qu'elle ne dort plus et ne mange plus depuis 3 jours et leur demande d’aller voir leur chef. La femme s’évanouit et Saverio la secourt et il tombe alors instantanément amoureux d’elle. Revenue à elle, elle les oblige à la suivre chez son père. Saverio continue à la courtiser mais elle ne répond pas à ses avances et un soir elle couche avec Mario. Saverio les voit et le matin même, désespéré, il décide de se venger et il confie à Astriaha que Mario est un des hommes d’Alonso.
L’amazone fuit alors et les deux hommes se querellent, se frappent et se coursent jusqu'à arriver à une plage. Ils découvrent alors que les caravelles sont déjà parties et Mario avoue à Saverio la vraie raison de leur venue en Espagne.

## Fiche technique
- Réalisation : Roberto Benigni, Massimo Troisi
- Scénario : Roberto Benigni, Giuseppe Bertolucci, Massimo Troisi
- Pays de production :  Italie
- Date de sortie : 1984

## Distribution
- Massimo Troisi : Mario
- Roberto Benigni : Saverio
- Iris Peynado : Astriaha
- Amanda Sandrelli : Pia
- Carlo Monni : Vitellozzo
- Livia Venturini : Parisina
- Elisabetta Pozzi : Locandiera

## Autour du film
- De ce film fut écrit un livre homonyme qui raconte une histoire très similaire.
- Le titre du film dérive d’une lettre de Francesco Petrarca adressé à Barbato da Sulmona : « Non omnia terra : vivit amor, vivit dolor; ora negatur Regia conspicere, at flere et meminisse relictum est ». Pas tout n’a été enterré dans la terre: l’amour vit, la douleur vit. Il nous est nié de voir la face régalienne, mais il ne nous reste qu’à pleurer et à se rappeler». Epistola ad Barbatum sulmonensem, 1, vv. 14-16)[2].
- La scène où Benignini e Troisi écrivent la lettre à Girolamo Savonarola est un hommage à la scène du film Totò, Peppino e la ... malafemmina dans lequel les protagonistes écrivent une lettre à la fiancée du neveu.
- Le film eut un énorme succès à sa sortie et a réalisé le plus grand succès financier de l’année, encaissant plus de 15 milliards de lires. Il existe en DVD une version plus longue de 18 minutes.

## Prix et nomination
David di Donatello 1985: Paolo Bonacelli a été nommé au prix du meilleur acteur non protagoniste.